# Jean-François Soulet
 (mai 2019).
Si vous disposez d'ouvrages ou d'articles de référence ou si vous connaissez des sites web de qualité traitant du thème abordé ici, merci de compléter l'article en donnant les références utiles à sa vérifiabilité et en les liant à la section « Notes et références ».
Pour les articles homonymes, voir Soulet.
Jean-François Soulet, né le 17 mars 1942 à Albi, est un historien français, professeur émérite d'histoire contemporaine à l'université Toulouse-Jean-Jaurès, à l'Institut d'études politiques de Toulouse et à l'École de journalisme de Toulouse.

## Biographie
Agrégé d'histoire et docteur ès lettres, il enseigne l'histoire immédiate à l'université Toulouse-Jean-Jaurès, à l'Institut d'études politiques de Toulouse (jusqu'en 2010) et à l'École de journalisme de Toulouse. Sa formation historique initiale est l'histoire moderne, plus particulièrement l'histoire des Pyrénées. Il s'est ensuite consacré à l'histoire immédiate, devenant un spécialiste de l'histoire comparée du monde communiste et de l'histoire de la société civile.
En 1989, il crée le Groupe de recherche en histoire immédiate (GRHI), rattaché depuis au groupe FRAM ESPA. Il a dirigé la revue semestrielle Les Cahiers d'histoire immédiate qu'il a fondée en 1990.

## Publications
- La vie quotidienne dans les Pyrénées sous l'Ancien régime du XVIe au XVIIIe siècle, Hachette, 319 p. (1974)

- prix Albéric-Rocheron de l'Académie française en 1975
- avec Jean Chiama, Histoire de la dissidence : oppositions et révoltes en URSS et dans les démocraties populaires, de la mort de Staline à nos jours, Paris, Éditions du Seuil, 1982
- L'Histoire immédiate, PUF, coll. « Que sais-je ? », 1989, 127 p.
- Histoire comparée des États communistes de 1945 à nos jours, Armand Colin, coll. « U », 1996, 404 p.
- avec Sylvaine Guinle-Lorinet, Le Monde depuis la fin des années 60, Armand Colin, coll. « U », 1998, 284 p.
- L'Empire stalinien : l'URSS et les pays de l'Est depuis 1945, Livre de poche, coll. « Références », 2000, 254 p.
- La révolte des citoyens, Privat, coll. « Questions d'histoire immédiate », 2001, 125 p.
- La mort de Lénine : l'implosion des systèmes communistes, Armand Colin, coll. « Histoires », 2003, 276 p.
- Les Pyrénées au XIXe siècle : l'éveil d'une société civile, Sud Ouest, coll. « Références », 2004, 765 p.
- Soleil d'hiver, PyréGraph Éditions, 2005 (roman).
- La vie dans les Pyrénées du XVIe au XVIIIe siècle, Cairn, coll. « La vie au quotidien », 2006, 280 p.
- Histoire de l'Europe de l'Est, de la Seconde Guerre mondiale à nos jours, Armand Colin, coll. « U. Histoire », 2006, 263 p; (seconde édition, 2011, 304 p.)
- L'histoire immédiate : historiographie sources et méthodes, Armand Colin, coll. « U. Histoire », 2009, 248 p.
- Les tourments de l'abbé Combes, roman, Cairn, 2011, 216 p.
- « Le Fouga Magister piloté par votre fils s'est abîmé en mer ce matin », roman, Cairn, coll. « Fiction-Sud », 2015, 164 p.
- Mon Dieu ! Si je m'étais trompée..., Pau, Cairn, 2017, 169 p.
- Mon histoire (autobiographie), Latitude Sud, 2019, 512 p.
- Pyrénées état des lieux, Pau, Cairn, 2021, 625 p.